# 股份過戶登記處
股份過戶登記處，簡稱過戶登記處或過戶處，是專責處理上市公司與其眾多股東之間聯繫的中介機構。主要負責「股東名冊」的保存及更新，股份的轉讓，股票及股息單的編印和寄發，以及處理上市公司與其眾多股東間之聯繫及通訊（服務範圍詳見以下列表）。過戶處由有關上市公司自行委任。
中国大陆的股份過戶登記處为中国证券登记结算有限责任公司。
香港現有的股份過戶登記處共有19間，而規模最大的兩間為中央證券登記有限公司及香港卓佳集團（包括旗下七間過戶處）。

## 服務範圍
股份過戶登記處對股東及上市公司的服務，主要包括：
- 新股上市的認購者資料登記、新股分配、新股股票及退款支票的印發等
- 股份及認股權證的轉讓登記，及有關資料／文件的保存，更新股東名冊
- 行使認股權證、供股權等附隨的認購權及員工供股權
- 合併/拆細新股/認股權證證書
- 行使可換股證券／債券
- 現金股息/以股代息股份的股東身份確認及發放
- 處理報失及重發股息單、股票/認股權證
- 公開配售股份/認股權證
- 遺囑認證及其他法律性文件的登記
- 接受公眾查閱，有關上市公司的股東登記冊/認股權證持有人登記冊
- 處理上市公司與股東之間的通訊（年報及通函等之寄發、股東查詢等）